# Набу (планета)
Набу (англ. Naboo) — вигадана планета з всесвіту Зоряних війн. Це третя планета в однойменній системі, розташована в секторі Чоммелл поблизу Зовнішнього кільця. Населена двома незалежними цивілізаціями — гунганів, що мешкають у підводних містах, та у надземних, але схованих у болотах або лісах, містах; і набуанців — людей, що заселяють інші території планети. Рідна планета Падме Амідали Наберріє і Джар Джар Бінкса, а також сенатора й майбутнього канцлера, а згодом також імператора Палпатіна.

## Загальні відомості
Набу — планета земного класу, діаметр якої становить 12 120 км. Атмосфера планети придатна для дихання. Сила тяжіння планети стандартна. Час обертання навколо своєї осі становить 26 стандартних годин, а орбітальний період — 312 місцевих діб (338 стандартних діб).
Планета є геологічно унікальним світом у галактиці. Феномен Набу тривалий час залишався загадкою для астрофізиків Всесвіту Зоряних Війн: за відсутності розплавленого ядра порожнини в центрі планети багаті плазмою. Використання плазми у великій кількості є основою енергетики як суходільних, так і підводних мешканців планети. Сухопутна частина планети Набу, що займає трохи більше 15 % усієї поверхні, вкрита різнотравними луками, незайманими лісами, зеленими пагорбами, важкопрохідними болотами й невеликими озерами. Рельєф Набу переважно рівнинний. Довжелезний гірський хребет, гори Галло, перетинає найбільший континент, відокремлюючи Великі рівнини півночі від Ліанормських боліт на півдні. На дні моря Паонга біля південного узбережжя боліт розташована підводна столиця гунганів Ото-Гунга. Утворені плазмою підводні печери використовуються гунганами як торгові й транспортні шляхи.

## Розташування
Розташована в секторі Чоммелл Середнього кільця, на відстані 34 000 світлових років від центру галактики, в сітці координат O-17. Планета обертається навколо однойменної зорі на третій від неї орбіті. Набу оточена трьома супутниками: Ома-Д'уном, Рорі та Тасією.

## Флора та фауна
Придатний для життя земний тип Набу зумовив наявність на цій планеті надзвичайно різноманітної біосфери. Усього відомо сім видів представників фауни: бурси, кааду, фалумпасети, фамбаа, шааки, риби-кіготь, дугові кат-пси.
Поверхня планети рівнинна, населена більше ніж 20 видами фауни: пузирчастими спорами, чак-корнем, зеленими та червоними водоростями глі, джарронто, роговидний бур'яном, локепом, квітками мілли, мінтрі, мунні, деревами перлот, пом, квітками ромінарії, ріоу, квітками сап, шуура, папороттями-щупальцями, товстим бур'яном, тук-трепом, травами трімен, вуша, ксарнохом, деревами зайла. Крім того, набуанці активно займаються аграрною справою, а зерно з Набу експортується по галактиці.

## Історія

### Донабуанський період
Гунгани вважаться корінними жителями Набу, але це не до кінця визначено. Вони населяють планету тривалий час, адже брали участь в битвах за існування з вірмоками під час льодовикового періоду.
Після закінчення льодовикового періоду інопланетна цивілізація рептилій-гуманоїдів, яких називали стародавні (англ. Elders), колонізували Набу. Вони вели війну з гунганами, змушуючи останніх відступити під воду, що призвело до заснування сучасної цивілізації гунганів. Пам'ятники та руїни, побудовані стародавніми, розкидані по всій планеті. Гунгани вважають ці руїни священним, а їх будівельників — богами (англ. guds). Гунганські і набуанські вчені зійшлися на думці, що кінець цивілізації стародавніх, можливо, став результатом недбалого ставлення раси щодо навколишнього середовища.
Гілки цивілізації гунганів анкура (англ. Ankura) і отолла (англ. Otolla) об'єдналися, утворивши симбіотичні відносини між ворогуючими племенами та заснувавши підводне місто Спірхед (у майбутньому це місто стане столицею гунганів й буде перейменоване на Ото-Гунга). Вони домінували на планеті протягом тисячоліть після цього, хоча переважно трималися боліт і водних шляхів; гори і луки вважалися «пустельними» для них.

### Колонізація людьми
У 3951 ДБЯ, незадовго до кінця громадянської війни Ситів, Ельсінор ден Тасія (англ. Elsinoré den Tasia) зійшла на престол планети Грізмалльт регіону Центральних світів. Вона спонсорує дослідника Республіки Квілаана, який відкрив Набу за допомогою флота з трьох кораблів — «Благодійниця Тасія», «Константа» і «Мати Віма». Планету назвали Набу на честь божества гунганів Набу (англ. Nabu). Планета швидко стала славнозвісною серед браконьєрів, які зазвичай цікавилися великими тваринами невивчених регіонів, якими були вірмоки. Перші поселення з'явилися лише через 50 років.
Зрештою, приблизно в 3900 ДБЯ, багато біженців, що рятувалися від насильницької революції на Грізмалльт, на чолі з Квілааном оселилася в горах і великих рівнинах Набу. Культурні відмінності призвели до напружених відносин між двома народами, що оселяли планету, але прямі конфлікти траплялися рідко. Згодом розбіжності між народами наростали, і вже траплялося більше конфліктів між різними населеними пунктами, ніж між набуанцями і гунганами.

### Війна племен гунганів
Гунгани тривалий час жили в конкуруючих між собою містах. В 3000 ДБЯ воєначальник племені отолла, відомий як Роджо, знищив столицю анкура Ото-Санктур за допомогою хижих чотиролапих тарин — бурсів. Воєначальнику ворогуючого племені, Галло, вдалося уникнути загибелі, адже він був на полюванні. Він об'єднав сили злодіїв під керівництвом капітана-вигнанця Марсуна та оборонні сили міст, утворивши Велику гунганську армію, з якою Галло зумів підкорити столицю племені отолла, Спірхед, перейменувавша її у Ото-Гунга — місто, в якому могли співіснувати всі гунгани. Влада столиці, яку складають головнокомандуючі, а також нащадок Роджо — Ругор Нас, підтримує ієрархічний устрій керування над всіма містами гунганів.

### Рання співпраця набуанців і гунганів
Незважаючи на конфлікти, які існували між набуанцями і гунганами, співпраця рас була розповсюдженою. Хоча обидві цивілізації закривали на це очі, згодом така співпраця призвела до торговельної залежності між ними. Коли набуанці заснували перше людське місто на планеті у 2900 ДБЯ — Каадара, правитель Каллос Сук наймав оборонні сили Великої гунганської армії для його захусту від хижаків. Згодом захист міста стали забезпечувати самі набуанці, але після битви при Набу в 32 ДБЯ традиція захисту міста силами гунганів відродилася.

### Колонізація Рорі
Королю Набу Нармле вдалося колонізувати болотистого супутника Рорі приблизно у 2000 ДБЯ. Нармель заснував місто на супутнику, що й досі носить його ім'я. Своєю архітектурою місто нагадує міста планети.

### Правління династії Джафан
В 1000 ДБЯ розпочалася масштабна криза, що призвела до воєнного конфлікту, який охопив всі набуанські міста. Конфлікт затягнувся більш ніж на сто років, і стає відомим в історії як «Часи страждань». Приблизно у 868 ДБЯ Набу приєднується до Галактичної Республіки.
830 ДБЯ король Джафан закінчив період масштабної кризи, що об'єднало всі міста під його керівництвом — Джафан стає королем планети Набу та одним із засновників міста Тід, яке він проголосив столицею в 832 ДБЯ. Джафан розпочав епоху миру, й назвав Тід (до того виключно аграрне місто, що розташовувалося вздовж берегів річки Соллеу) своєю королівською резиденцією. Династія Джафан стала найвищим ступенем ієрархії уряду на планеті, всі нащадки короля отримали право на владу.
У 529 ДБЯ велика кількість гунганів-жебраків були залучені вербувальниками, які привезли їх до Х'юго Бартіна. Він прагнув заседення міст на знайденій їм планеті, Ламаред, земноводними рибалками та спокусив їх обіцянками незайманих морів в новому світі. Але після прибуття на планету вони стали рабами.

## Політика

### Відомі політичні діячі Набу

#### Монархи
- Король Набу Джафан І
- Королева Набу Ірам
- Королева Набу Ікай
- Король Набу Веруна
- Королева Набу Падме Амідала Наберріє

#### Сенатори
- Сенатор від Планети Набу Шив Палпатін.